# دهامال (سلسلة أفلام)
دهامال (بالإنجليزية: Dhamaal)‏ هو فيلم كوميدي هندي من إخراج وإنتاج مشترك من قبل إندرا كومار. بطولة ريتيش ديشموك، أرشد وارثي، جاويد جعفري، آشيش شودري وسانجاي دوت في الأدوار الرئيسية. (لم يظهر سانجاي دوت وآشيش في الفيلم الثالث). تم إصدار دهامال في 7 سبتمبر 2007 وأنتجت أيضًا ثلاث سلاسل مباشرة دابل دهامال (2011) ثم تكملة لها توتال دهامال (2019).

## الأفلام
| فيلم         | تاريخ الافراج عنه | مخرج        | كاتب السيناريو                        | قصة               | المنتج(ون)                                                           |
| ------------ | ----------------- | ----------- | ------------------------------------- | ----------------- | -------------------------------------------------------------------- |
| دهامال       | 7 سبتمبر 2007     | إندرا كومار | بالويندر سينغ سوري                    | الرسام باريتوش    | إندرا كومار، أشوك ثاكريا                                             |
| دابل دهمال   | 24 يونيو 2011     | إندرا كومار | توشار هيرانانداني                     | توشار هيرانانداني | إندرا كومار، أشوك ثاكريا                                             |
| توتال دهامال | 22 فبراير 2019    | إندرا كومار | فيد براكاش، رسام باريتوش، بونتي راثور | إندرا كومار       | أجاي ديفجن، أشوك ثاكيريا، إندرا كومار، ماركاند أديكاري، أناند بانديت |

### دهامال (فيلم 2007)
الجزء الأول من السلسلة، يركز على الأحداث الخيالية. الفيلم من بطولة سانجاي دوت، ريتيش ديشموخ، أرشد وارسي، آشيش تشودري، جاويد جافري، بينما ظهر أسراني، سانجاي ميشرا، فيجاي راز، مانوج باهوا، تيكو تالسانيا، وبريم شوبرا في الأدوار الداعمة. إنه مستوحى بشكل كبير من الفيلم الكوميدي الأمريكي سباق الفئران لعام 2001 من إخراج جيري زوكر. تم إصدار فيلم دهامال في 7 سبتمبر 2007، وحصل على مراجعات إيجابية. حقق الفيلم إيرادات  في جميع أنحاء العالم وتم إعلان الفيلم كنجاح في شباك التذاكر.

### دابل دهامال (فيلم 2011)
بعد نجاح دهامال لإندرا وسانجاي، يجتمعون مرة أخرى من أجل التكملة. وهو أيضًا الجزء الثاني في هذه السلسلة. تدور أحداث الفيلم حول أربعة أشخاص عاطلين عن العمل يخططون لكسب المال من خلال الاستثمار في المباني، ولكن كابير يخدعهم ويتركهم عاطلين عن العمل وبدون مال. وسرعان ما يبدأون في البحث عن الانتقام لإهانتهم. تم إصدار فيلم دابل دهامال في 24 يونيو 2011، وتلقى مراجعات متباينة وسلبية من النقاد عند إصداره. أعطت مجموعة المراجعات روتن توميتوز للفيلم تقييمًا سيئًا بنسبة 20%. قام مايانك شيخار من صحيفة هندوستان تايمز بتقييم الفيلم بنجمة واحدة من أصل خمس نجوم.  وفقًا لشباك التذاكر الهندي، حقق الفيلم افتتاحًا جيدًا بنسبة 60 - 70%. في عدد قليل من المجمعات السينمائية، مثل سبايس نويدا، ساحة إي بوني وموجة لوديانا، كاد الفيلم أن يحقق نسبة استجابة 100% عند افتتاحه.  حقق الفيلم ما يقرب من 76.1 . حصد الفيلم 1.1 مليون دولار صافي في يومه الأول، وفقًا لإحصاءات شباك التذاكر الهندي. حقق الفيلم إيرادات بلغت 700 . مليون في جميع أنحاء العالم. أخيرًا أعلن شباك التذاكر الهندي أن الفيلم "متوسط". تمت إعادة إنتاج الفيلم باللغة التاميلية في عام 2000 باسم سودهانديرام.

### توتال دهامال (فيلم 2019)
تم تكليف تكملة، توتال دهامال، بعد إصدار الفيلم السابق وأخرجها أيضًا إندرا، مع إعادة كل من ريتيش ديشموك وجاويد جعفري أدوارهما وكان أجاي ديفجان وأنيل كابور ومادوري ديكسيت إضافات جديدة إلى فريق التمثيل الذين لعبوا الأدوار الرئيسية. لم يكن سانجاي دوت وبعض الممثلين الآخرين الذين كانوا في الجزأين السابقين موجودين في هذا الجزء الثالث.
يركز الفيلم على عندما تتحطم طائرة تحمل كنز لص في جاناكبور، تتنافس مجموعة من الأشخاص غريبي الأطوار والمحتالين المخضرمين ضد بعضهم البعض للعثور عليه أولاً. تم إصدار فيلم توتال دهامال في 22 فبراير 2019، وحصل على مراجعات إيجابية. يمنح هيميش مانكاد من كويموي 3 نجوم من أصل 5 ويقول "إن توتال دهامال هو فيلم ترفيهي نظيف يمكن الاستمتاع به مع العائلة بأكملها. إنه بالتأكيد تحسن عن الجزء السابق دابل دهامال". في الأسبوع الافتتاحي، حقق الفيلم 150 كرور روبية هندية (25 مليون دولار أمريكي). في 12 يومًا من إصداره، تجاوز الفيلم 200 كرور روبية هندية (33 مليون دولار أمريكي) علامة في التحصيل الإجمالي. في 20 أبريل 2019، تم إصدار الفيلم على ديزني بلس هوتستار. تم إصدار قرص DVD أيضًا في أغسطس 2019 بواسطة شيمارو.